# Cộng hòa Uryankhay
Cộng hòa Uryankhay (tiếng Trung: 烏梁海共和國; bính âm: Wūliánghǎi gònghéguó, Hán-Việt: Ô Lương Hải cộng hòa quốc; tiếng Tuva: Урянхай) là một nhà nước ly khai lãnh đạo bởi người Tuva tồn tại trong một thời gian ngắn, từ năm 1911 đến năm 1914, từ khu vực Tannu Uriankhai của nhà Thanh. Vào năm 1914, thực thể này trở thành Uryankhay Krai, một lãnh thổ bảo hộ của Đế quốc Nga.

## Lịch sử

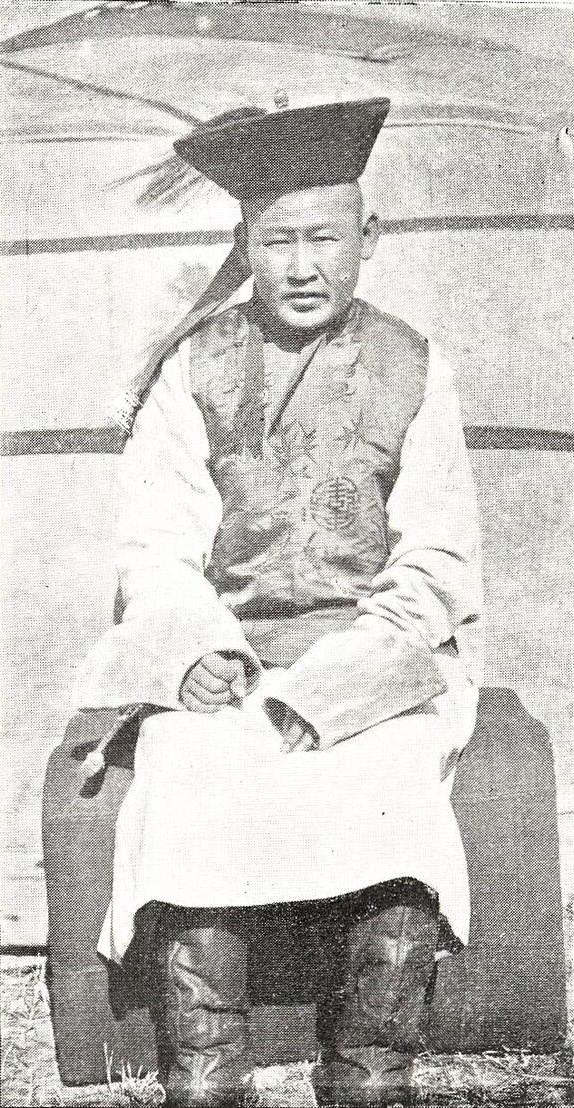
Oyun Ölzey-Ochur oglu Kombu-Dorzhu

### Thành lập
Nó được tuyên bố là một nước cộng hòa vào năm 1911 bởi phong trào ly khai Tuva trong Cách mạng Tân Hợi và Cách mạng Ngoại Mông 1911, và được khuyến khích bởi Đế quốc Nga. Vào ngày 1 tháng 12 năm 1911, Ngoại Mông tuyên bố độc lập từ nhà Thanh của Trung Quốc. Trong suốt thời gian còn lại của tháng 12, các nhóm người Uriankhai bắt đầu cướp bóc và đốt cháy các cửa hiệu sở hữu bởi người Hoa.
Giới quý tộc Uriankhai bị chia rẽ trong quá trình hành động chính trị của họ. Thống đốc Uriankhai (amban-Noyon), Gombo-Dorzhu, ủng hộ trở thành người bảo hộ của Nga, hy vọng rằng người Nga sẽ bổ nhiệm ông làm Thống đốc Uriankhai. Tuy nhiên, công chúa của hai khoshuun khác (tiếng Tuva: Kozhuun có nghĩa là "Kỳ) thích nộp cho nhà nước Ngoại Mông mới dưới sự cai trị thần quyền của nhà lãnh đạo tinh thần Phật giáo Jebstundamba Khutukhtu của Urga.

### Sụp đổ
Không nản lòng, Gombu-Dorzhu đã gửi đơn thỉnh cầu tới người quản lý biên giới của Sa hoàng tại Usinsk, nói rằng ông đã được chọn làm lãnh đạo của một nhà nước Tannu Uriankhai độc lập. Ông yêu cầu bảo vệ và đề nghị quân đội Nga được gửi ngay vào nước này để ngăn chặn Trung Quốc khôi phục lại quyền cai trị khu vực. Không có câu trả lời - ba tháng trước đó, Hội đồng Bộ trưởng Sa hoàng đã quyết định chính sách thận trọng sáp nhập dần dần Uriankhai bằng cách khuyến khích thực dân Nga. Hội đồng sợ rằng hành động kết tủa của Nga có thể kích động Trung Quốc. Sa hoàng Nicholas II đã ra lệnh cho quân đội Nga tiến vào Cộng hòa Uryankhay vào năm 1912, với lý do những người định cư Nga bị cáo buộc là bị tấn công.
Tuy nhiên, điều này đã thay đổi do áp lực từ giới thương mại ở Nga vì cách tiếp cận tích cực hơn. Ngoài ra, một kiến nghị do Nga tài trợ từ hai khoshuun Uriankhai vào mùa thu năm 1913 yêu cầu họ được chấp nhận là một phần của Nga. Các khoshuun Uriankhai khác sớm theo sau. Vào ngày 14 tháng 4 năm 1914, Cộng hòa Uryankhay trở thành lãnh thổ bảo hộ của Nga với tên gọi Uryankhay Krai.